# Neolamprologus tetracanthus
Neolamprologus tetracanthus – gatunek słodkowodnej ryby z rodziny pielęgnicowatych (Cichlidae). Hodowany w akwariach. Szczelinowiec.

## Występowanie
Gatunek endemiczny. Występuje w wielu rejonach jeziora Tanganika w Afryce, w strefie litoralu piaszczystego i skalistego.

## Opis
Ciało bocznie spłaszczone, wydłużone, masywne, jasnobrązowe do beżowego. Pięć lub sześć pionowych słabo widocznych pasów od grzbietu do brzucha. Poziome rzędy lśniących, perłowo-białych cętek na łuskach i na płetwach. Szeroki otwór gębowy z grubymi wargami. Duże oczy. Górna krawędź płetwy grzbietowej żółto obrzeżona. Osiągają 20 cm długości.
Ryby terytorialne, stosunkowo spokojne, agresywne jedynie w okresie rozrodu, zwłaszcza wobec przedstawicieli własnego gatunku (agresja wewnątrzgatunkowa). Dobierają się w pary (gatunek monogamiczny). Za swoją kryjówkę i miejsce rozrodu obierają groty lub szczeliny skalne. Tworzą liczne rodziny wielopokoleniowe.
Dymorfizm płciowy słabo uwidoczniony.
| Zalecane warunki w akwarium | Zalecane warunki w akwarium          |
| --------------------------- | ------------------------------------ |
| Zbiornik                    | duże, minimum 120 cm dla jednej pary |
| Temperatura wody            | 25–28 °C                             |
| Twardość wody               | twarda 8–25°n                        |
| Skala pH                    | 7,5–8,5                              |
| Pokarm                      | żywy, mrożony i suchy                |